# Таубай-ата
Тауба́й-ата́ (каз. Таубай ата) — село у складі Жетисайського району Туркестанської області Казахстану. Входить до складу Казибек-бійського сільського округу.
До 2021 року село називалось Карла Маркса.
Населення — 1306 осіб (2021; 1129 у 2009, 929 у 1999, 734 у 1989).